# Морін Степлтон
Лоїс Морін Степлтон (англ. Lois Maureen Stapleton; 21 червня 1925 — 13 березня 2006) — американська акторка, лауреатка премій «Оскар», «Золотий глобус», «Еммі» та «Тоні», занесена до Американської театральної зали слави.

## Біографія
Народилася в місті Трой, штат Нью-Йорк, у родині Айрін і Джона П. Степлтона. Батьки були вихідцями з Ірландії, і дитинство Лоїс провела в суворих католицьких традиціях. Батьки розлучилися через алкоголізм її батька, коли Морін була ще дитиною. Одразу після закінчення середньої школи вона почала акторську кар'єру в театрі й незабаром добре проявила себе як драматична та комедійна акторка.
У 18 років Морін Степлтон переїхала до Нью-Йорку, де перший час працювала моделлю, щоб сплачувати рахунки. В одній із модельних студій вона познайомилася з голлівудським актором Джоелом МакКрі, з допомогою якого пробилася на театральні підмостки Нью-Йорка. На Бродвеї дебютувала в 1946 році у виставі «Удалий молодець — гордість Заходу». У 1951 році акторка отримала роль у виставі «Татуйована троянда». Спочатку Теннессі Вільямс написав цю п'єсу спеціально для Анни Маньяні, але через її недостатнє володіння англійською роль перейшла до Степлтон. Роль Серафіни з цієї п'єси принесла акторці театральну премію «Тоні», а Маньяні виконала цю роль через чотири роки в однойменній екранізації.
Пізніше Степлтон зіграла ще в ряді п'єс Вільямса, серед яких «27 фургонів повних бавовни» та «Орфей спускається в пекло», а також у виставі «Іграшки на горищі» Лілліан Геллман. Свою другу премію «Тоні» вона отримала за рооту в п'єсі Ніла Саймона «Пишна дама» в 1971 році. На Бродвеї також виконувала примітні ролі у виставі «Лисички» з Елізабет Тейлор у головній ролі, а також у «Грі в Джин» у ролі дублерки Джессіки Тенді.
У 1968 році Степлтон отримала премію «Еммі» за роль у фільмі «Серед доріг Едему». Значного успіху акторка досягла з початком кінокар'єри. Уже за свою першу кінороль Фей Дойл у фільмі «Самотні серця» 1959 року Степлтон була номінована на «Оскар» за найкращу жіночу роль другого плану. Також відомою стала її роль у фільмі «Поки, пташка» в 1963 році з Джанет Лі та Діком Ван Дайком у головних ролях. Морін Степлтон ще тричі була номінована на «Оскар» за ролі у фільмах «Аеропорт» (1970) і «Інтер'єри» (1978), а в 1982 році удостоїлася заповітної премії Кіноакадемії за роль Емми Голдман у фільмі Воррена Бітті «Червоні».
У 1980-х роках у Степлтон були успішні ролі у фільмах «Кокон» (1985), «Божевільний» (1987) і «Кокон: Повернення» (1988). У 1981 році студентський театр при коледжі в рідному місці акторки Трой був названий на її честь.
У першому шлюбі з Максом Аллентуа (1949—1959) народила сина й доньку. У 1963 році одружилася з Девідом Рейфом, через три роки розлучилася.
Протягом багатьох років Степлтон страждала підвищеною тривожністю та алкоголізмом: «Як тільки опускали завісу, я бралася за горілку». Акторка розповідала, що несприятливе дитинство багато в чому сприяло її залежності та невпевненості.
Морін Степлтон, будучи завзятою курчинею, померла від хронічної обструктивної хвороби легень 13 березня 2006 року у своєму будинку в місті Ленокс, штат Массачусетс, у віці 80 років.

## Фільмографія
- Червоні (1981)
- Ревнощі (1986)
- Дурман кохання (1997)